# Hudiksvalls kommun
Hudiksvalls kommun är en kommun  i Gävleborgs län. Centralort är Hudiksvall.
Kusten är flikig med branta, utstickande uddar. Dellebygden med Dellensjöarna har formats efter ett meteoritnedslag för cirka 220–250 miljoner år sedan. Där finns också en av kommunens största sammanhängande jordbruksbygder. Genom kommunen flyter ån Svågan. Våtmarksområden med mossar i olika utvecklingsstadier hittas i sydöstra delarna av kommunen. Kommunen har en lång brukstradition relaterad till vattendragen och skogen i området. I början av 2020-talet har dock service- och tjänstesektorn tagit över som den sektor som har störst betydelse för det lokala näringslivet. 
Fram till 1995 var befolkningstrenden positiv, men minskade därefter. Sedan 2010 har trenden återigen varit positiv. Mandatperioden 2018–2022 och 2022–2026 styrs kommunen av en blocköverskridande koalition bestående av Socialdemokraterna, Moderaterna och Miljöpartiet.

## Administrativ historik
Kommunens område motsvarar socknarna: Bjuråker, Delsbo, Enånger, Forsa, Hälsingtuna, Hög, Idenor, Nianfors, Njutånger, Norrbo och Rogsta. I dessa socknar bildades vid kommunreformen 1862 landskommuner med motsvarande namn, Nianfors landskommun dock först 1869. I området fanns även Hudiksvalls stad från 1582 som 1863 bildade en stadskommun.  
I området inrättades den 23 november 1906 Åviks municipalsamhälle som sedan upplöstes vid årsskiftet 1910/1911 när delar av Hälsingtuna landskommun och Idenors landskommun (inklusive municipalsamhällets område) uppgick i Hudiksvalls stad.
Vid kommunreformen 1952 införlivades resten av Idenor med Hudiksvalls stad, samtidigt som följande "storkommuner" bildades: Hälsingtuna (av kommunerna Hälsingtuna och Rogsta), Njutånger (av Nianfors och Njutånger), Enånger (oförändrad), Delsbo (oförändrad), Bjuråker (av Bjuråker och Norrbo) samt Forsa (av Forsa och Hög).
1963 bildades Iggesunds landskommun av Enångers och Njutångers landskommuner. 1965 införlivades Hälsingtuna landskommun i Hudiksvalls stad. Hudiksvalls kommun bildades vid kommunreformen 1971 av Hudiksvalls stad samt landskommunerna Bjuråker, Delsbo, Forsa och Iggesund.
Mellan 1987 och 2007 var kommunen indelad i kommundelsnämnderna Iggesund, Dellenbygden, Forsa och Hudiksvall. År 1996 inrättades även Svågadalsnämnden som är ett försök med lokal demokrati på landsbygden i nordvästra delen av kommunen. Svågadalsnämnden är fortfarande kvar.
Kommunen ingår sedan bildandet i Hudiksvalls domsaga.

## Geografi
Kommunen är belägen i de nordöstra delarna av landskapet Hälsingland med Bottenhavet i öster. I söder gränsar kommunen till Söderhamns kommun, i sydväst till Bollnäs kommun, i väster till Ljusdals kommun och i norr till Nordanstigs kommun, samtliga i Gävleborgs län.

### Topografi och hydrografi
Berggrunden riktning har gjort att dalar och höjder har en nordvästlig–sydöstlig riktning, vilket är fallet i många norrlandskommuner. Kusten mellan Hudiksvall och Enånger har  dock en öst–västlig riktning med branta, utstickande uddar. För cirka 220–250 miljoner år sedan slog en meteorit ned i Hudiksvall och bildade det som nu utgör området kring Dellensjöarna. Det är nu ett bäcken, 22 km i diameter med Dellensjöarna i mitten. En av kommunens största sammanhängande jordbruksbygder finns i Dellenbygden, med centralorten Delsbo. Dellenbygden omfattar  mer än 20 byar. I nordvästlig–sydöstlig riktning löper Hudiksvallsåsen som fyller delar av Svågans dalgång ner till Dellensjöarna. Svågan pendlar över Hudiksvallsåsen i partiet mellan Ängebo och Björsarv. Bitvis har ån skurit ner i isälvsmaterialet och bildar terrasser efter dalsidorna, exempelvis mellan Tvärforsen och Brändbo. Våtmarksområden med mossar i olika utvecklingsstadier hittas i sydöstra delarna av kommunen.
Nedan presenteras andelen av den totala ytan 2020 i kommunen jämfört med riket.
|  | Bebyggelse (3,1 %) |

|  | Skog (89,7 %) |

|  | Öppen myrmark (2,1 %) |

|  | Jordbruksmark (4,9 %) |

|  | Övrig mark (0,2 %) |

|  | Bebyggelse (3,1 %) |

|  | Skog (68,0 %) |

|  | Öppen myrmark (7,2 %) |

|  | Jordbruksmark (7,4 %) |

|  | Övrig mark (14,3 %) |

### Naturskydd
År 2022 fanns 45 naturreservat i Hudiksvalls kommun. Av dessa var 20 stycken även klassade som Natura 2000-områden. I ett av reservatet, Bodagrottorna i Iggesund, finns en urbergsgrotta som anses vara den näst längsta i världen. Reservatet bildades 1989 och omfattar fyra hektar. Ett annat exempel på naturreservat i kommunen är Gröntjärn. Reservatet bildades 1978 och omfattar ca 150 hektar. Reservatet beskrivs av Länsstyrelsen i Gävleborgs län som "en märklig isälvsavlagring bildad i samband med inlandsisens avsmältning för cirka 8 500 år sedan".

### Administrativ indelning
Fram till 2016 var kommunen för befolkningsrapportering indelad i fem församlingar – Bjuråker-Norrbo, Delsbo, Enånger-Njutångers, Forsa-Högs och Hudiksvallsbygdens.

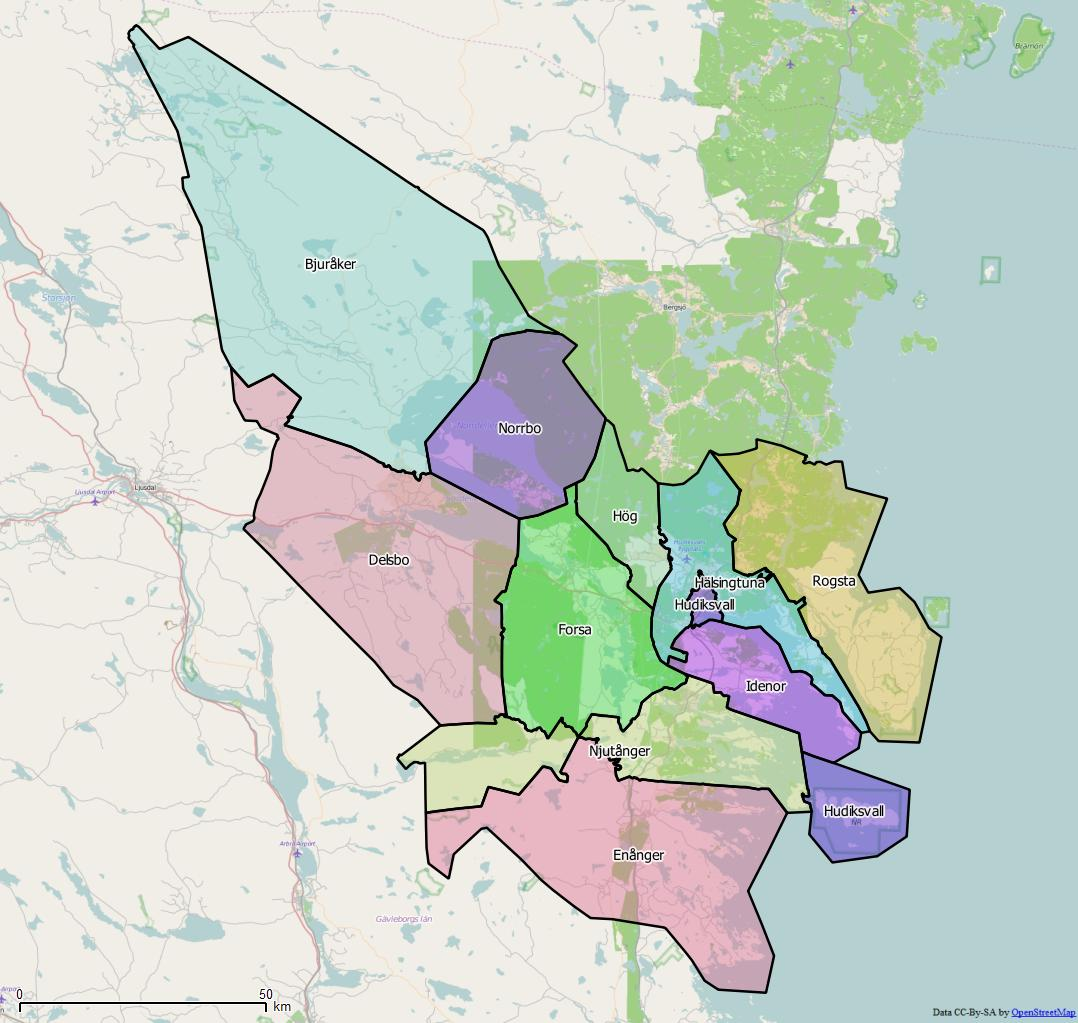
Distrikt inom Hudiksvalls kommun

Från 2016 indelas kommunen istället i 11  distrikt, vilka motsvarar församlingarna 1999/2000 och till stor del den äldre sockenindelningen:

- Bjuråker
- Delsbo
- Enånger
- Forsa
- Hudiksvall
- Hälsingtuna
- Hög
- Idenor
- Njutånger
- Norrbo
- Rogsta

### Tätorter
Vid tätortsavgränsningen av Statistiska centralbyrån den 31 december 2015 fanns det tio tätorter i Hudiksvalls kommun.
| Nr                          | Tätort       | Folkmängd |
| --------------------------- | ------------ | --------- |
| 1                           | Hudiksvall   | 16 081    |
| 2                           | Iggesund     | 3 419     |
| 3                           | Delsbo       | 2 185     |
| 4                           | Sörforsa     | 1 581     |
| 5                           | Näsviken     | 910       |
| 6                           | Njutånger    | 849       |
| 7                           | Enånger      | 643       |
| 8                           | Friggesund   | 530       |
| 9                           | Fredriksfors | 224       |
| 10                          | Edsta        | 223       |
| Centralorten är i fet stil. |              |           |

| Karta |
| ----- |
|       |

## Styre och politik

### Styre
Mandatperioden 2010–2014 styrdes kommunen av en blocköverskridande majoritetskoalition bestående av Centerpartiet, Moderaterna, Miljöpartiet, Kristdemokraterna och Folkpartiet.
Efter valet 2014 inleddes förhandlingar mellan Socialdemokraterna, Vänsterpartiet och Centerpartiet. Centerpartiet valde dock att tacka nej till ett samarbete med Vänsterpartiet med hänvisning till ideologiska skäl. Socialdemokraterna och Vänsterpartiet fick således styra i minoritet. Centerpartiet blev valets stora vinnare 2018. De valde dock att inte ingå i en styrande koalition då de menade att "i den nya majoriteten sätter Socialdemokraterna fortfarande ribban för ledarskapet". Den styrande koalitionen bestod mandatperioden 2018–2022 av Socialdemokraterna, Moderaterna och Miljöpartiet. Samma koalition fortsätter styra efter valet 2022.
| År        | Partier | Partier | Partier | Partier | Partier | Partier |
| --------- | ------- | ------- | ------- | ------- | ------- | ------- |
| 1994–1998 | S       |         |         |         |         |         |
| 1998–2002 | S       | V       |         |         |         |         |
| 2002–2006 | S       | V       |         |         |         |         |
| 2006–2010 | S       | V       |         |         |         |         |
| 2010–2014 | C       | M       | MP      | KD      | FP      |         |
| 2014–2018 | S       | V       |         |         |         |         |
| 2018–2022 | S       | M       | MP      |         |         |         |
| 2022–2026 | S       | M       | MP      |         |         |         |

### Kommunfullmäktige

#### Presidium
| Presidium 2022–2026    | Presidium 2022–2026 | Presidium 2022–2026 |
| ---------------------- | ------------------- | ------------------- |
| Ordförande             | S                   | Sven-Åke Toresen    |
| Förste vice ordförande | M                   | Håkan Rönström      |
| Andre vice ordförande  | C                   | Jesse Ljung         |

#### Mandatfördelning 1970–2022
| 5 | 20 | 16 | 4 |  | 3 |

| 42 | 7 |

| 5 | 20 |  | 17 | 2 |  | 3 |

| 39 | 10 |

| 3 | 21 |  | 17 | 3 |  | 3 |

| 36 | 13 |

| 4 | 23 | 17 | 3 | 4 |

| 33 | 18 |

| 4 | 24 |  | 14 |  |  | 5 |

| 31 | 20 |

| 4 | 23 |  | 11 | 5 |  | 5 |

| 31 | 20 |

| 4 | 23 | 4 | 12 | 3 |  | 3 |

| 32 | 19 |

| 3 | 21 | 3 |  | 10 | 3 | 4 | 5 |

| 30 | 21 |

| 4 | 24 | 5 | 9 |  |  | 5 |

| 28 | 23 |

| 8 | 20 | 4 | 8 |  | 4 | 6 |

| 30 | 21 |

| 6 | 20 | 3 | 10 | 3 | 4 | 5 |

| 30 | 21 |

| 6 | 20 |  | 10 |  |  | 9 |

| 31 | 20 |

| 5 | 18 | 4 |  | 9 |  |  | 9 |

| 27 | 24 |

| 6 | 19 | 4 | 5 | 8 |  |  | 7 |

| 29 | 22 |

| 5 | 16 |  | 6 | 11 |  |  | 8 |

| 26 | 25 |

| 5 | 15 |  | 7 | 10 | 3 | 9 |

| 28 | 23 |

### Nämnder

#### Kommunstyrelse
| Presidium 2022–2026    | Presidium 2022–2026 | Presidium 2022–2026 |
| ---------------------- | ------------------- | ------------------- |
| Ordförande             | S                   | Mikael Löthstam     |
| Förste vice ordförande | M                   | Adam Rydstedt       |
| Andre Vice ordförande  | C                   | Caroline Schmidt    |

#### Lista över kommunstyrelsens ordförande
- Sven-Åke Thoresen, Socialdemokraterna, 1997–2010[19]
- Caroline Schmidt, Centerpartiet, 2010–2014
- Mikael Löthstam, Socialdemokraterna, 1 januari 2015–[20]

Denna lista hämtas från Wikidata. Informationen kan ändras där.

#### Övriga nämnder
I nordvästra landsbygdsdelen finns ett försök med lokal demokrati genom en opolitisk kommundelsnämnd, Svågadalsnämnden, som förvaltar skattemedlen för området. Ledamöterna tillsätts genom direkta personval vart fjärde år.
| Nämnd                      | Ordförande | Ordförande              | Förste vice ordförande | Förste vice ordförande | Andre vice ordförande | Andre vice ordförande |
| -------------------------- | ---------- | ----------------------- | ---------------------- | ---------------------- | --------------------- | --------------------- |
| Byggnadsnämnden            | M          | Peter Lagerqvist        | S                      | Daniel Fors            | C                     | Jan-Erik Jonsson      |
| Kultur- och fritidsnämnden | S          | Gerd Olsson             | M                      | Emelie Gustafsson      | C                     | Sven Bergström Trolin |
| Krisledningsnämnden        | S          | Mikael Löthstam         | M                      | Adam Rydstedt          | C                     | Caroline Schmidt      |
| Lärandenämnden             | M          | Adam Rydstedt           | S                      | Renée Holmberg         | C                     | Jesse Ljung           |
| Social- och omsorgsnämnden | S          | Henrik Berglund Persson | M                      | Jonas Holm             | C                     | Margaretha Stark      |
| Svågadalsnämnden           | Op.        | Peter Jons              | Op.                    | Malena Söderström      |                       |                       |
| Tekniska nämnden           | S          | Annika Huber            | M                      | Peter Weider           | C                     | Erika Söderström      |
| Valnämnden                 | Op.        | Marina Nord Öberg       | S                      | Gunilla Karlsson       |                       |                       |
| Överförmyndarnämnden       | MP         | Lina Johnsson           | S                      | Monika Björkman        |                       |                       |

Källa:

### Vänorter
- Kaskö, Finland
- Maribo, Danmark
- Namsos, Norge

## Ekonomi och infrastruktur

### Näringsliv
Kommunen har en lång brukstradition relaterad till vattendragen och skogen i området. Kraft och möjligheter till transport kom med vattnet och skogen var den viktigaste råvaran. En såg anlades i Iggesund på 1500-talet. Senare anlades järnbruk, pappersbruk och så småningom massafabrik. Dagens näringsliv bygger på den sågverksrörelse som växte fram under 1800-talets sågverksrörelse och verkstadsindustrins framväxt från mitten av 1900-talet. I början av 2020-talet har dock service- och tjänstesektorn tagit över som den sektor som har störst betydelse för det lokala näringslivet. 17 procent av arbetstillfällena fanns inom tillverkningsindustrin. Bland större företag i kommunen återfanns Iggesund Paperboard AB, Hexatronic Cables & Interconnect System AB och Huddig AB.

### Infrastruktur

#### Transporter
Från söder till norr genomkorsas kommunen av E4 och Ostkustbanan som trafikeras av SJ:s fjärrtåg och X-trafiks regiontåg mellan Gävle och Sundsvall. Från Hudiksvall sträcker sig riksväg 84 åt väster. I kommunens västra delar avtar länsväg 305 åt norr.

## Befolkning

### Demografi

#### Befolkningsutveckling
Kommunen har 37 494 invånare (31 mars 2025), vilket placerar den på 72:a plats avseende folkmängd bland Sveriges kommuner.
| Befolkningsutvecklingen i Hudiksvalls kommun 1970–2020 | Befolkningsutvecklingen i Hudiksvalls kommun 1970–2020 | Befolkningsutvecklingen i Hudiksvalls kommun 1970–2020 | Befolkningsutvecklingen i Hudiksvalls kommun 1970–2020 | Befolkningsutvecklingen i Hudiksvalls kommun 1970–2020 |
| ------------------------------------------------------ | ------------------------------------------------------ | ------------------------------------------------------ | ------------------------------------------------------ | ------------------------------------------------------ |
|                                                        |                                                        |                                                        |                                                        |                                                        |
| År                                                     |                                                        |                                                        | Folkmängd                                              |                                                        |
| 1970                                                   | 1970                                                   |                                                        | 36 282                                                 |                                                        |
| 1975                                                   | 1975                                                   |                                                        | 36 692                                                 |                                                        |
| 1980                                                   | 1980                                                   |                                                        | 37 538                                                 |                                                        |
| 1985                                                   | 1985                                                   |                                                        | 37 604                                                 |                                                        |
| 1990                                                   | 1990                                                   |                                                        | 38 328                                                 |                                                        |
| 1995                                                   | 1995                                                   |                                                        | 38 708                                                 |                                                        |
| 2000                                                   | 2000                                                   |                                                        | 37 454                                                 |                                                        |
| 2005                                                   | 2005                                                   |                                                        | 37 004                                                 |                                                        |
| 2010                                                   | 2010                                                   |                                                        | 36 849                                                 |                                                        |
| 2015                                                   | 2015                                                   |                                                        | 36 975                                                 |                                                        |
| 2020                                                   | 2020                                                   |                                                        | 37 531                                                 |                                                        |

#### Utländsk bakgrund
Den 31 december 2014 utgjorde antalet invånare med utländsk bakgrund (utrikes födda personer samt inrikes födda med två utrikes födda föräldrar) 3 532, eller 9,57 % av befolkningen (hela befolkningen: 36 924 den 31 december 2014). Den 31 december 2002 utgjorde antalet invånare med utländsk bakgrund enligt samma definition 2 106, eller 5,68 % av befolkningen (hela befolkningen: 37 048 den 31 december 2002).

#### Invånare efter de vanligaste födelseländerna
Den 31 december 2014 utgjorde folkmängden i Hudiksvalls kommun 36 924 personer. Av dessa var 2 978 personer (8,1 %) födda i ett annat land än Sverige. I denna tabell har de nordiska länderna samt de 12 länder med flest antal utrikes födda (i hela riket) tagits med. En person som inte kommer från något av de här 17 länderna har istället av Statistiska centralbyrån förts till den världsdel som deras födelseland tillhör.
| Födelseland      | Födelseland                       | Födelseland |
| ---------------- | --------------------------------- | ----------- |
| 31 december 2014 |                                   |             |
| 1                | Sverige                           | 33 946      |
| 2                | Finland                           | 382         |
| 3                | Afrika: Övriga länder             | 343         |
| 4                | Europeiska unionen: Övriga länder | 317         |
| 5                | Asien: Övriga länder              | 311         |
| 6                | Thailand                          | 309         |
| 7                | Irak                              | 203         |
| 8                | Turkiet                           | 131         |
| 9                | Tyskland                          | 122         |
| 10               | Norge                             | 111         |
| 11               | Afghanistan                       | 96          |
| 12               | Polen                             | 95          |
| 13               | Syrien                            | 90          |
| 14               | Europa utom EU: Övriga länder     | 89          |
| 15               | Sydamerika                        | 83          |
| 16               | Iran                              | 62          |
| 17               | Nordamerika                       | 59          |
| 18               | Bosnien och Hercegovina           | 41          |
| 19               | Danmark                           | 36          |
| 19               | / SFR Jugoslavien/FR Jugoslavien  | 36          |
| 21               | Kina                              | 30          |
| 22               | Somalia                           | 11          |
| 23               | Sovjetunionen                     | 7           |
| 24               | Oceanien                          | 6           |
| 25               | Island                            | 5           |
| 26               | Okänt födelseland                 | 3           |

## Kultur

### Kulturarv
Kulturarvet är nära sammanbundna med historien om bruksorterna. Det finns tre anläggningar bevarade från järnbruksepoken. Dessa är Movikens Masugn (1797–1937),  Strömbacka Stångjärnssmedja (1753–1923) och Iggesunds Järnverk (1685–1953). På Hornslandet finns fiskeläget Kuggörarna bevarat liksom Hölicks fiskeläge.
Ett annat kulturarv är Hälsingtunastenen, en runsten som står på sin ursprungliga plats vid Hälsingtuna kyrka. Nära Högs kyrka, Hälsingland finns Kungshögen, Högs socken.

### Kommunvapen
Blasonering: I rött fält tre avhuggna bockhuvuden av silver, ordnade 2 och 1.
Ett sigillavtryck med detta motiv finns bevarat från 1580-talet. När vapenbilden skulle fastställas på 1930-talet komponerades den "I rött fält tre avhuggna bockhuvuden av silver, ordnade 2 och 1, med blå beväring.", på inrådan av riksheraldikern. Efter kommunbildningen 1971 fanns, förutom den gamla staden vapen, också vapnen för de gamla landskommunerna Delsbo och Bjuråker att välja mellan, men stadsvapnet registrerades för kommunen i PRV år 1974. 
År 2006 bestämde sig kommunen för att förenkla vapnet genom att ta bort den blå beväringen och 2007 registrerades vapnet på nytt hos PRV med den nuvarande blasoneringen.

Bjuråkers landskommun (1966–1970)
Delsbo landskommun (1963–1970)
Hudiksvalls stad (1939–1970) Hudiksvalls kommun (1971–2006)